# Antirrhinum hispanicum
Antirrhinum hispanicum ist eine Pflanzenart aus der Gattung der Löwenmäuler (Antirrhinum) in der Familie der Wegerichgewächse (Plantaginaceae).

## Beschreibung
Antirrhinum hispanicum ist ein Zwergstrauch, dessen kriechende bis aufsteigende Stängel Längen von 20 bis 60 cm erreichen. Die Pflanze ist drüsig behaart bis drüsig filzig behaart. Die unten meist gegenständig und oben meist wechselständig oder fast komplett wechselständig stehenden Laubblätter sind 5 bis 35 mm lang und 2 bis 20 mm breit, lanzettlich bis kreisförmig.
Die Tragblätter ähneln den Laubblättern oder sind deutlich kleiner. Die Blütenstiele sind 2 bis 20 mm lang. Der Kelch ist mit 6 bis 8 mm langen, eiförmig-lanzettlichen und nahezu spitzen bis fast stumpfen Kelchzipfeln besetzt. Die Krone ist 20 bis 25 mm lang, weiß oder rosa gefärbt und gelegentlich mit einem gelben Gaumen versehen.
Die Früchte sind langgestreckte bis fast kugelförmige, drüsig behaarte Kapseln mit einer Länge von 6 bis 9 mm.
Die Chromosomenzahl beträgt 2n = 16.

## Vorkommen und Standorte
Die Art ist im Westen Mittel-Spaniens, in den Provinzen Granada und Almería verbreitet. Sie wächst auf Felsen und an Wänden.